# Huset Rothschild
Huset Rothschild (originaltitel The House of Rothschild) er en amerikansk biografisk dramafilm fra 1934, instrueret af Alfred L. Werker. Filmen havde George Arliss, Loretta Young og Boris Karloff i hovedrollerne. Den handler om begyndelsen på Rothschild-familiens finansielle imperium grundlagt af Mayer Amschel Rothschild. Fra en ydmyg start vokser virksomheden og hjælper med at finansiere krigen mod Napoleon, men det er ikke altid let, især på grund af fordommene mod jøder.
Manuskriptet er skrevet af Nunnally Johnson baseret på skuespillet Rothschild af George Hembert Westley.
Filmen blev nomineret til en Oscar for bedste film i 1935.